# Gare de Neyyattinkara
La gare de Neyyattinkara (code : NYY) est une gare ferroviaire qui dessert la ville de Neyyattinkara (en), dans le Sud du Kerala en Inde. Elle se trouve sur la ligne de Thiruvananthapuram à Kanyakumari.
Elle est située à 18 km de la gare centrale de Thiruvananthapuram (en) et à 1,7 km de la station de bus KSRTC de Neyyattinkara.
La gare de Neyyattinkara est reliée entre autres aux villes de Thiruvananthapuram, Kollam, Guruvayur, Chennai, Mumbai, Bangalore,  Kanyakumari, Nagercoil, Madurai.